# Aeroportul Solomon
Aeroportul Solomon (IATA: SLJ, ICAO: YSOL) este un aeroport din Australia de Vest, Australia.
Situat la o altitudine de 617 m, aeroportul dispune de o singură pistă.